# Dunkelgraue Herbsteule

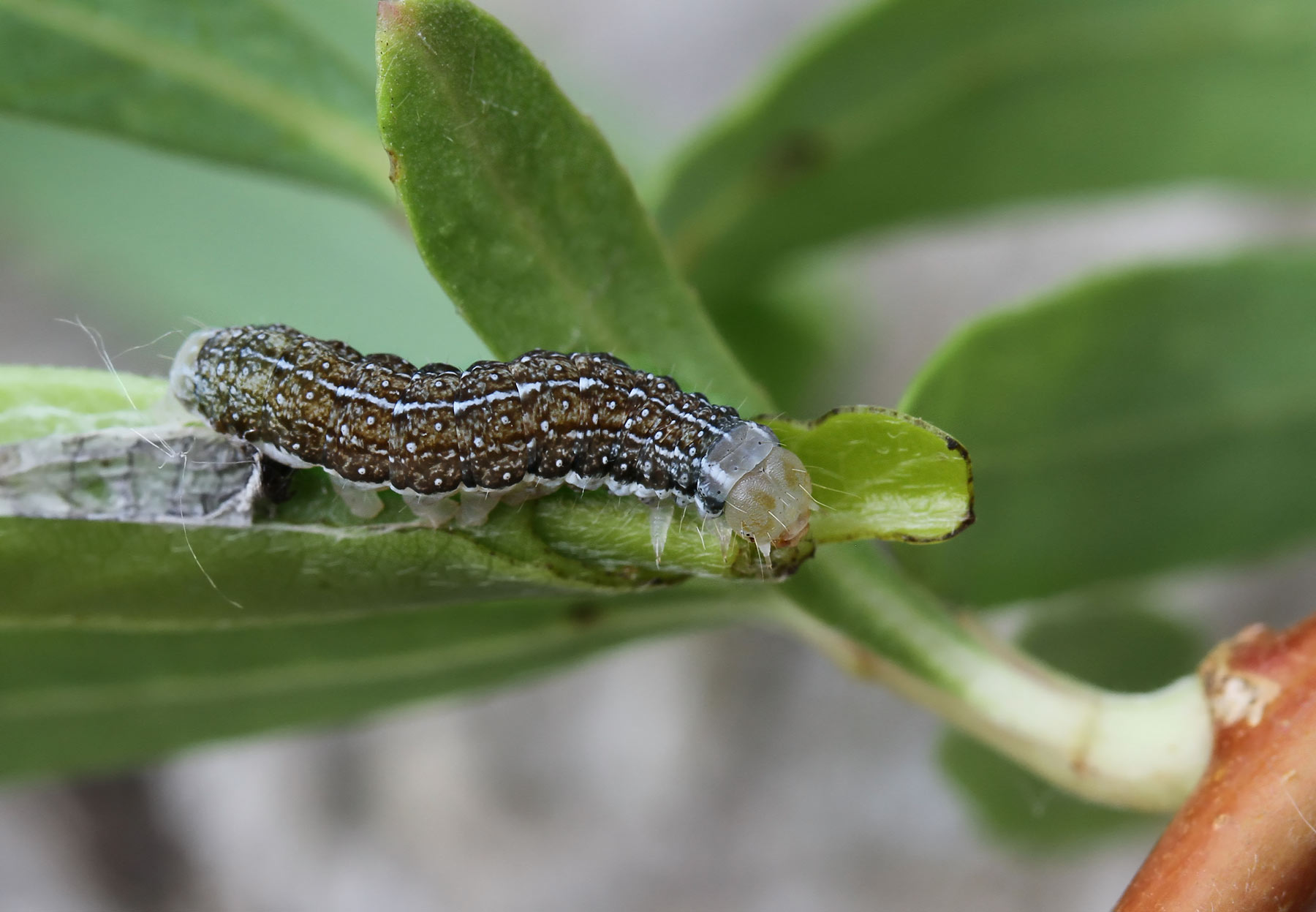
Junge Raupe

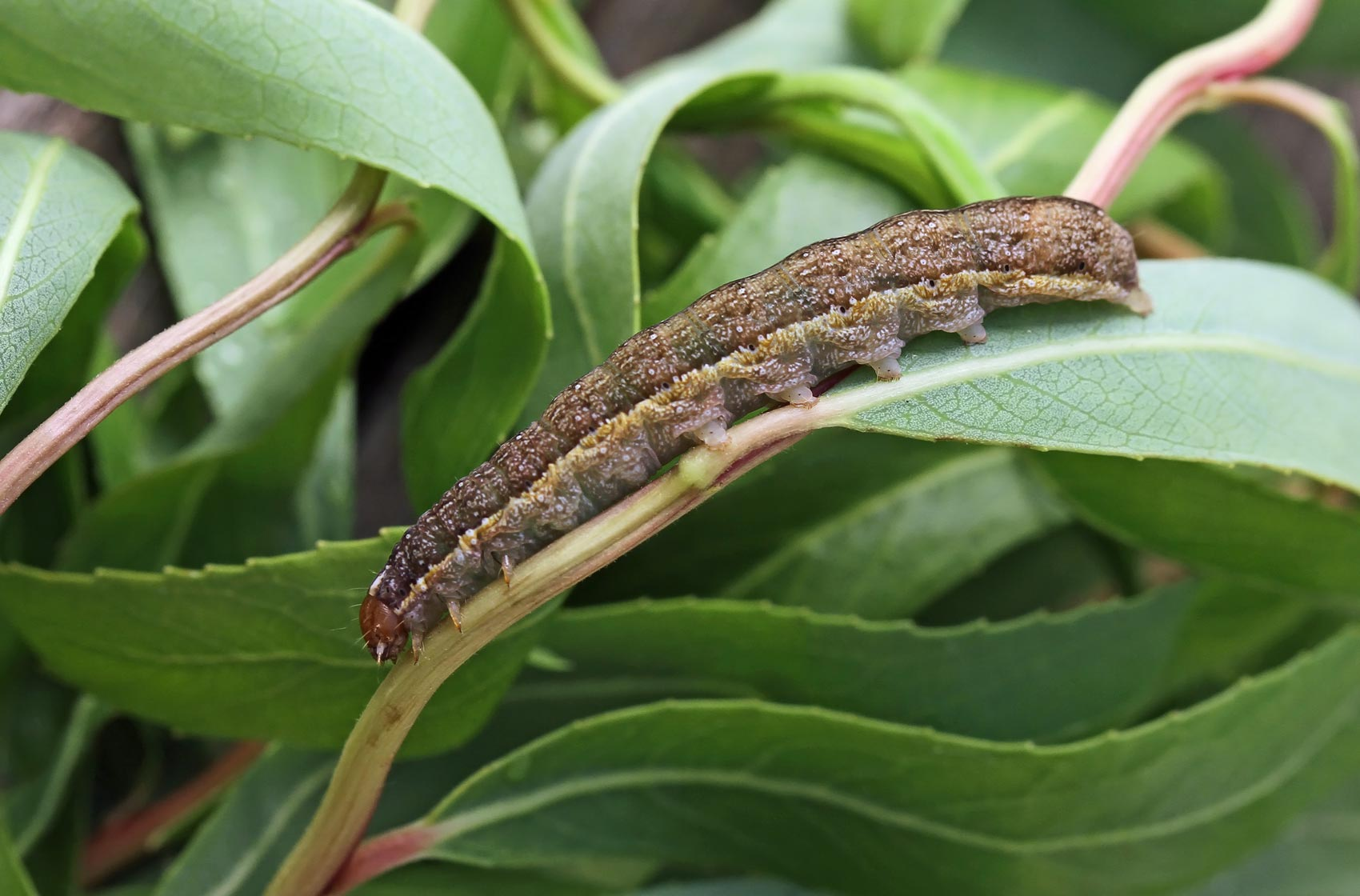
Ausgewachsene Raupe

Die Dunkelgraue Herbsteule (Agrochola lota), zuweilen auch Weidenbuschflur-Herbsteule genannt, ist ein Schmetterling (Nachtfalter) aus der Familie der Eulenfalter (Noctuidae).

## Merkmale

### Falter
Die Flügelspannweite der Falter beträgt 31 bis 40 Millimeter. Die Grundfarbe der Vorderflügeloberseite ist in der Regel dunkelgrau bis bläulich grau, selten graubraun bis rotbraun. Die Wellenlinie ist rostrot und gelblich angelegt. Ring- und Nierenmakel sind dünn rotbraun eingefasst. Besonders markant ist die schwarz gefärbte Füllung im unteren Bereich der Nierenmakel. Äußere und innere Querlinie sind nicht oder nur undeutlich zu erkennen. Die Hinterflügeloberseite ist graubraun gefärbt.

### Ei, Raupe, Puppe
Das kugelförmige Ei ist zunächst gelblich weiß und verfärbt sich vor dem Schlüpfen der Raupen dunkel rotbraun. Es ist mit kräftig gewellten Längsrippen überzogen.
Junge Raupen sind bläulich grau gefärbt, ausgewachsen grau bis graubraun und fein schwärzlich gerieselt. Die Unterseite ist weißlich grau bis ockerfarben. Rücken- und Nebenrückenlinien sind weiß und teilweise leicht unterbrochen, die vielen weißen Punktwarzen sind schwarz eingefasst.
Die Puppe hat vier gekrümmte Dornen am breiten, kurzen Kremaster.

### Ähnliche Arten
- Eine gewisse Ähnlichkeit besteht zur Gelbbraunen Herbsteule (Agrochola macilenta), die aber meist mehr ins Gelbliche oder Bräunliche  tendierende Farbtönungen und schmalere Vorderflügel sowie dunklere Hinterflügel aufweist.
- Die asiatische Schwesterart Agrochola plumbea ist nur mittels einer genitalmorphologischen Untersuchung  zu unterscheiden.[1]

## Verbreitung und Lebensraum
Das Vorkommen der Art erstreckt sich von Nordwestafrika durch nahezu ganz Europa, nördlich bis Schottland und Mittelfennoskandinavien, östlich bis zum Altai. Auf Neufundland wurde sie eingeschleppt. In den Alpen steigt sie in Höhen von gut 1500 Metern. Die Dunkelgraue Herbsteule ist überwiegend in feuchten Lebensräumen wie Ufergebieten, Auen, Lichtungen, Mooren und Feuchtwiesen anzutreffen.

## Lebensweise
Die nachtaktiven Falter fliegen von Ende August bis Anfang November in einer Generation im Jahr. Sie besuchen künstlichen Lichtquellen und gerne angelegte Köder. Die Raupen leben überwiegend im Mai und Juni. Sie ernähren sich von den Blättern verschiedener Pflanzen, beispielsweise von Weiden- (Salix), Erlen- (Alnus),  Ahorn- (Acer) und Pappel-Arten (Populus). In den frühen Entwicklungsphasen verstecken sie sich gerne zwischen zusammengesponnenen Blättern, die sie nachts zur Nahrungsaufnahme verlassen. Ausgewachsen verstecken sie sich hinter Rinde oder am Boden. Die Verpuppung erfolgt in einer festen Erdhöhle in einem Kokon. Die Art überwintert als Ei.

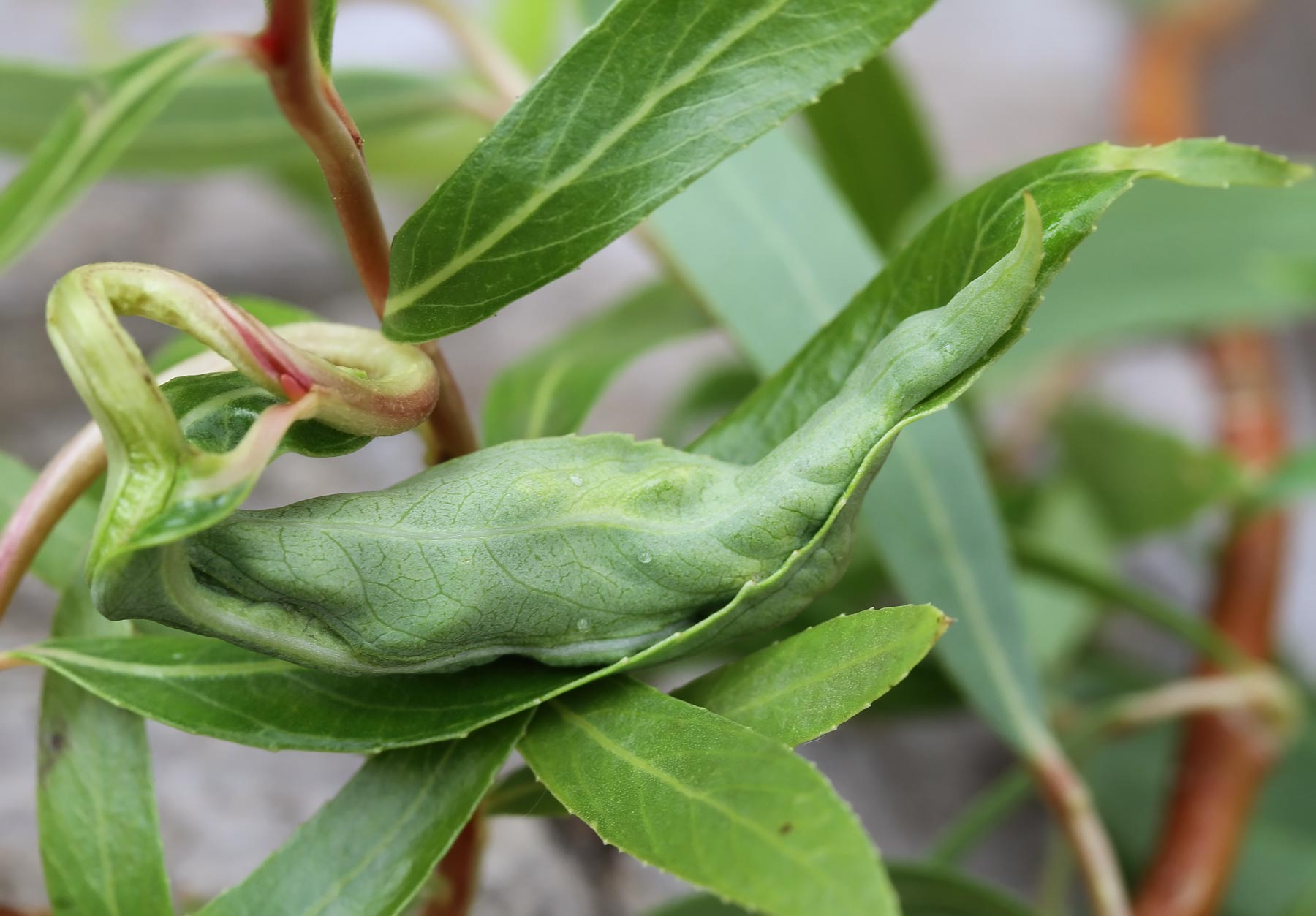
Raupenversteck in einem zusammengerollten Blatt
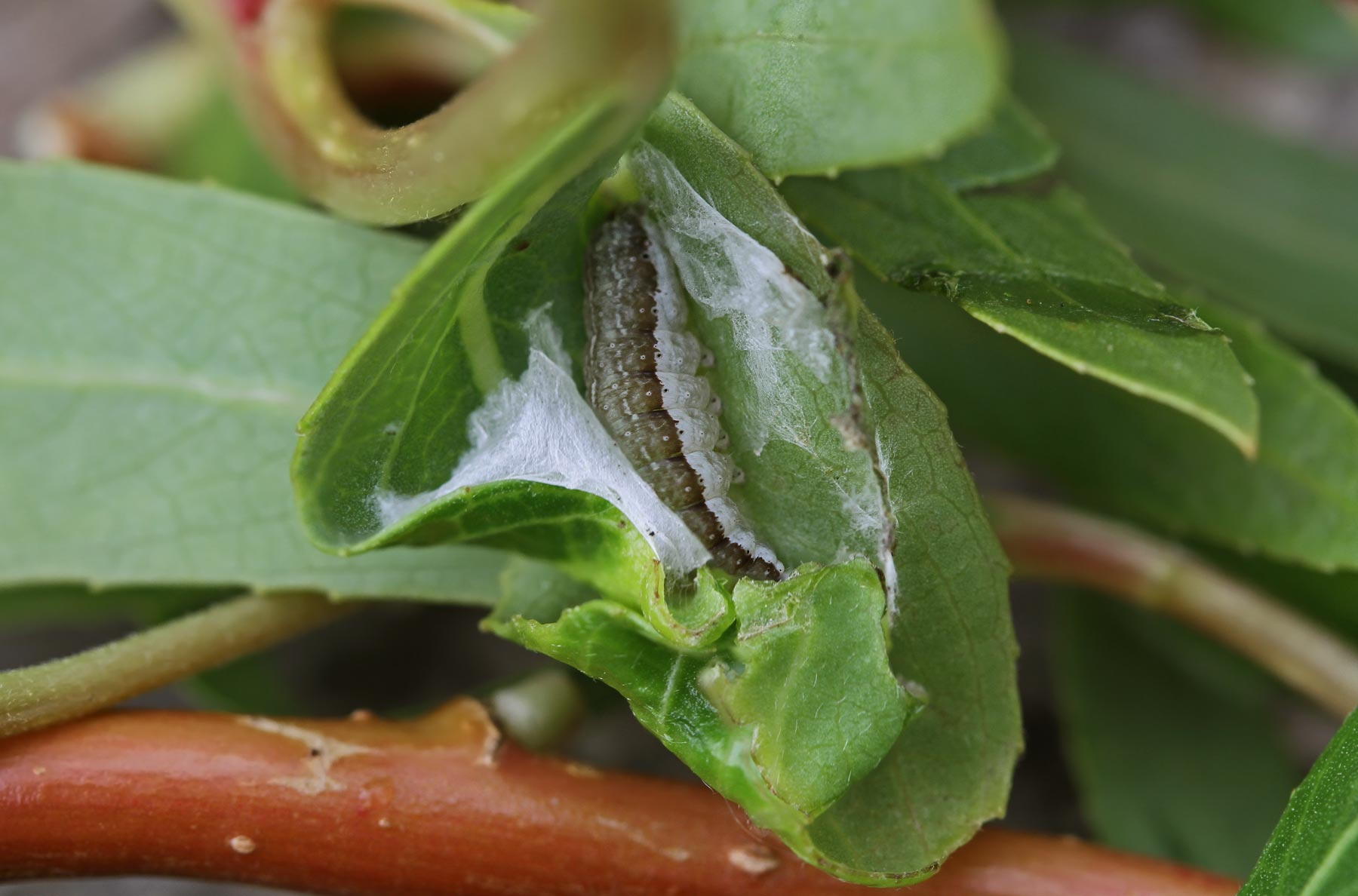
Raupenversteck in einem zusammengerollten Blatt (geöffnet)
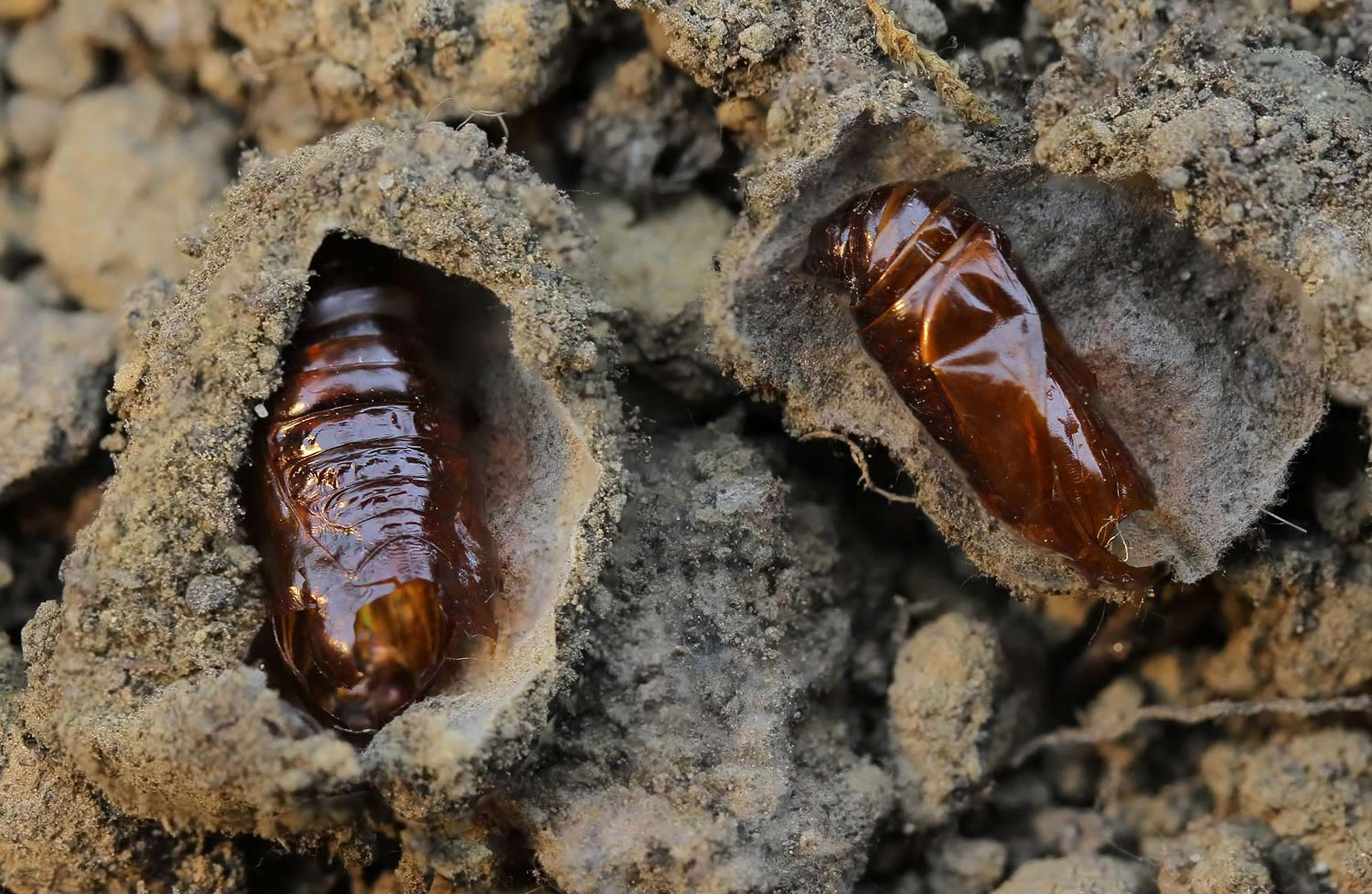
Puppen im geöffneten Kokon
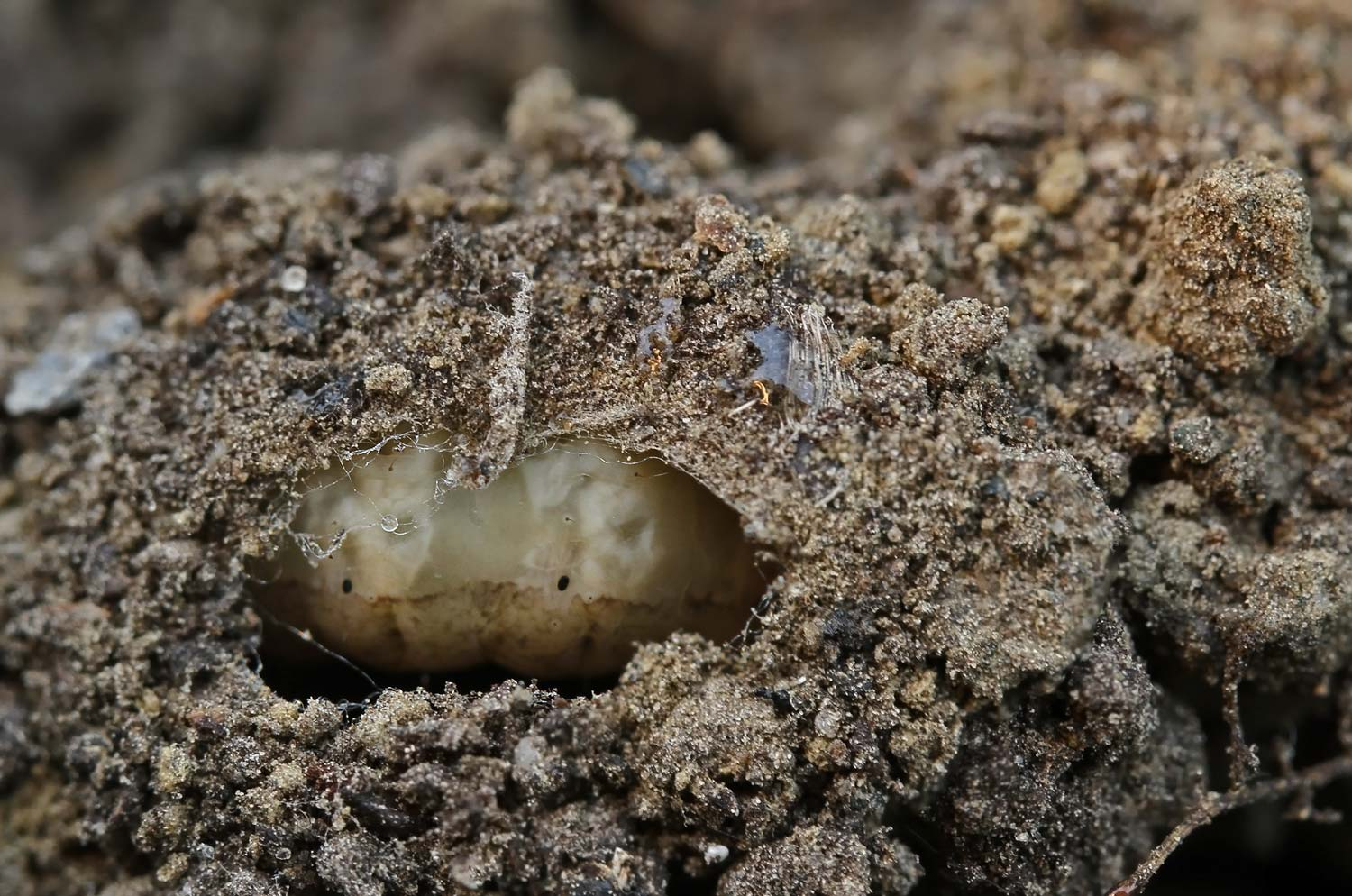
Puppe im Kokon

## Gefährdung
Die Dunkelgraue Herbsteule ist in Deutschland weit verbreitet und gebietsweise zahlreich anzutreffen, sodass sie auf der Roten Liste gefährdeter Arten als nicht gefährdet eingestuft wird.